# Hans-Joachim Pohl (Radsportler)

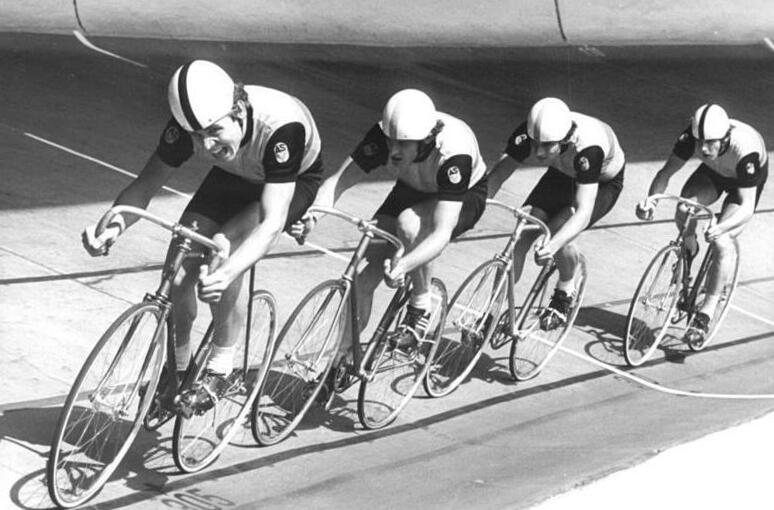
Hans-Joachim Pohl (2.v.r.) im Bahnvierer des ASK Vorwärts Frankfurt

Hans-Joachim Pohl (* 15. März 1959 in Magdeborn) ist ein ehemaliger deutscher Radrennfahrer aus der DDR.

## Sportliche Laufbahn
Pohl begann 1969 mit dem Radsport, zunächst um seinem älteren Bruder nachzueifern, der bereits Radrennen fuhr. Er trat dem ASK Vorwärts Frankfurt an der Oder bei. Seinen ersten DDR-Meistertitel gewann er 1975 in der Einerverfolgung der Klasse Jugend B. Bei der Kinder- und Jugendspartakiade im selben Jahr gewann er das Straßenrennen. 1977 wurde Hans-Joachim Pohl zweifacher Junioren-Weltmeister in der Einer- sowie der Mannschaftsverfolgung. 1979 wurde er bei den Bahnradsport-Weltmeisterschaften 13. in der Einerverfolgung. Es war sein erster Start bei den Amateurweltmeisterschaften.
1982 wurde er in Leicester Weltmeister im Punktefahren der Amateure. Bei der Bahn-WM 1983 in Zürich wurde er zweifacher Vize-Weltmeister, im Punktefahren und in der Mannschaftsverfolgung (mit Bernd Dittert, Mario Hernig und Carsten Wolf). Zudem wurde er zweifacher DDR-Meister im Punktefahren, 1983 und 1990. 1984 belegte er den zweiten Platz in der Gesamtwertung des Straßenrennens Circuit des Ardennes. 1988 gewann er die dritte Auflage der internationalen Golan-Rundfahrt in Syrien über sechs Etappen.

## Berufliches
Pohl absolvierte ein Ingenieur-Studium für Film- und Fernsehtechnik.

## Familiäres
Er ist der jüngere Bruder von Dietmar Pohl, der ebenfalls Bahnradsportler war.